# 三浦高継
三浦 高継（みうら たかつぐ）は、鎌倉時代末期から南北朝時代にかけての武将。相模三浦氏の当主。官位は相模介（三浦介）。室町幕府侍所頭人。

## 生涯
三浦介三浦時継の子として生まれる。高継の名の「高」の字は鎌倉幕府の執権北条高時からの偏諱であると思われる。
元弘3年（1333年）5月に行われた鎌倉の戦いでは、本拠地である相模国三浦郡は鎌倉に隣接しているのだがこの時の時継、高継父子の動静は良く分かっていない。おそらく他の御家人たちと同じく北条高時を裏切って後醍醐天皇方に与していたのであろう。
その後、高継は京に残って天皇に仕えていたが、時継は三浦郡に戻っていた。そこに、建武2年（1335年）になって高時の子・北条時行が中先代の乱を起こすと時継はこれに与して後醍醐天皇に反旗を翻した。北条軍は一時的に鎌倉を占領したが最後は足利尊氏に敗れ、尊氏が8月19日に鎌倉を占拠すると時継は鎌倉を脱出するも尾張国の熱田で熱田神宮の大宮司に捕まって捕虜となり京に送られて斬首され、獄門にかけられた。
しかし、この間高継は一貫して天皇方であったため、早くも9月27日には家督を認められ、三浦介と所領を安堵されている。
後醍醐天皇と足利尊氏が争うようになる（建武の乱）と、高継は尊氏に与して翌建武3年（1336年）の秋頃から翌建武4年（1337年）まで室町幕府の侍所頭人に任じられている。また、この建武4年は4月20日に子の高通が左衛門少尉に任ぜられ、次いで8月28日には高継が従五位上に叙せられている。
暦応元年（1338年）1月に美濃国で行われた青野原の戦いでは幕府軍の武将として高通とともに参戦し、天皇方の北畠顕家と戦っている。
翌暦応2年（1339年）5月17日に死去。